# Чоргул (джамоат)
Джамоат Чоргул (тадж. Ҷамоати деҳоти Чоргул) — джамоат (сельская община) в Яванском районе Хатлонской области Республики Таджикистан.
Административный центр — село Чоргул, расположенное в 18 км от центра района (пгт. Яван).
Население — 16 227 человек (2017 год).
В состав джамоата входят 6 сёл:
| Населённый пункт | Прежние названия | Население, чел. (2017) |
| ---------------- | ---------------- | ---------------------- |
| Гулафшон         | Бешкаппа         | 4145                   |
| Кулобод          | Кулабад          | 4010                   |
| Пионер           |                  | 20                     |
| Сабзазор         | ?                | 1811                   |
| Чоргул           | Азимабад         | 1596                   |
| Шурча            |                  | 4645                   |